# Ophir (Schiff)
Die Ophir war ein 1891 in Dienst gestelltes Passagierschiff der britischen Reederei Orient Steam Navigation Company, das im Passagier- und Postverkehr von Großbritannien nach Australien eingesetzt wurde.

## Geschichte

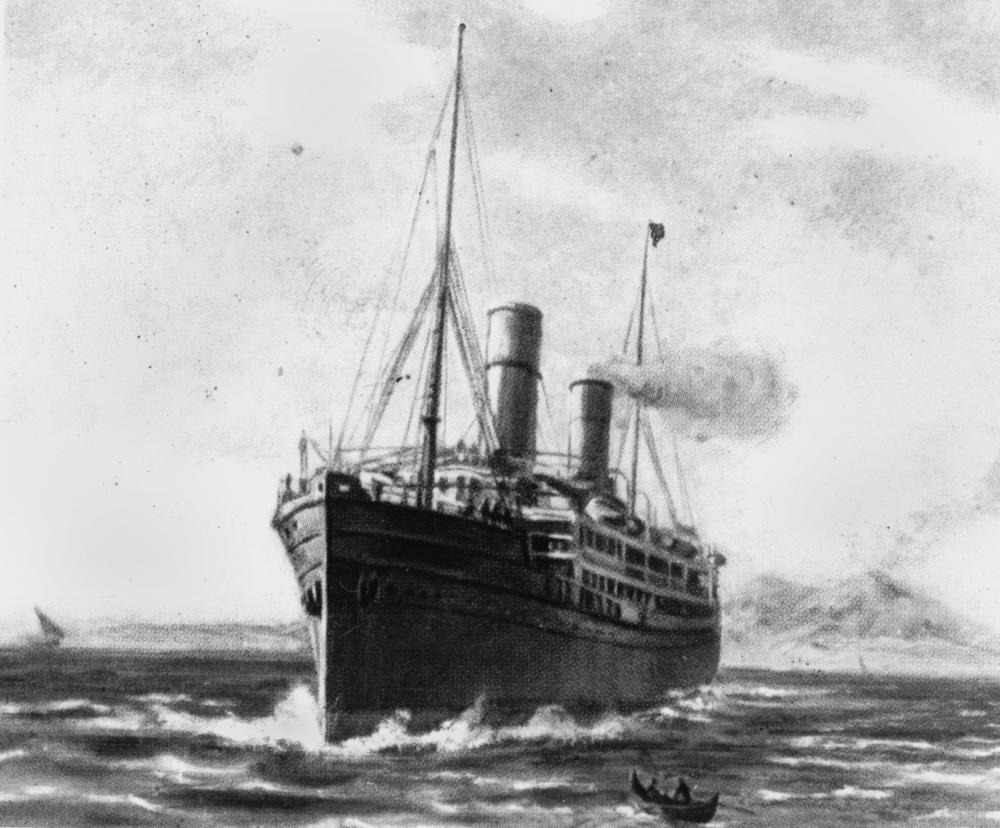
Zeichnung

Das 6814 BRT große Dampfschiff Ophir wurde auf der Werft von Robert Napier & Sons in Govan gebaut und lief am 11. April 1891 vom Stapel. Sie war das dritte Schiff der Orient Steam Navigation Company und das zweite, das aus Baustahl gebaut wurde. Das 141,73 Meter lange und 16,29 Meter breite Passagier- und Postschiff hatte zwei Schornsteine, zwei Masten und zwei Schrauben. Das Schiff wurde von zwei Sets Dreifachexpansions-Dampfmaschinen angetrieben, die 9500 PSi leisteten und eine Höchstgeschwindigkeit von 18 Knoten ermöglichten.
Die Ophir setzte einen neuen Standard im Design der Schiffe der Orient Line. Statt vier Masten und zwei nah beieinander stehenden Schornsteinen hatte sie nur zwei Masten und die beiden Schornsteine waren weit voneinander entfernt. Die wichtigsten Aufenthaltsräume lagen dazwischen. Sie war zudem der erste große Doppelschraubendampfer, der für den australischen Postverkehr und das damit verbundene das Passieren des Sueskanals gebaut wurde. Sie erwies sich letztendlich als nicht besonders wirtschaftlich, war wegen ihrer luxuriösen Ausstattung aber bei der zahlenden Kundschaft sehr beliebt.

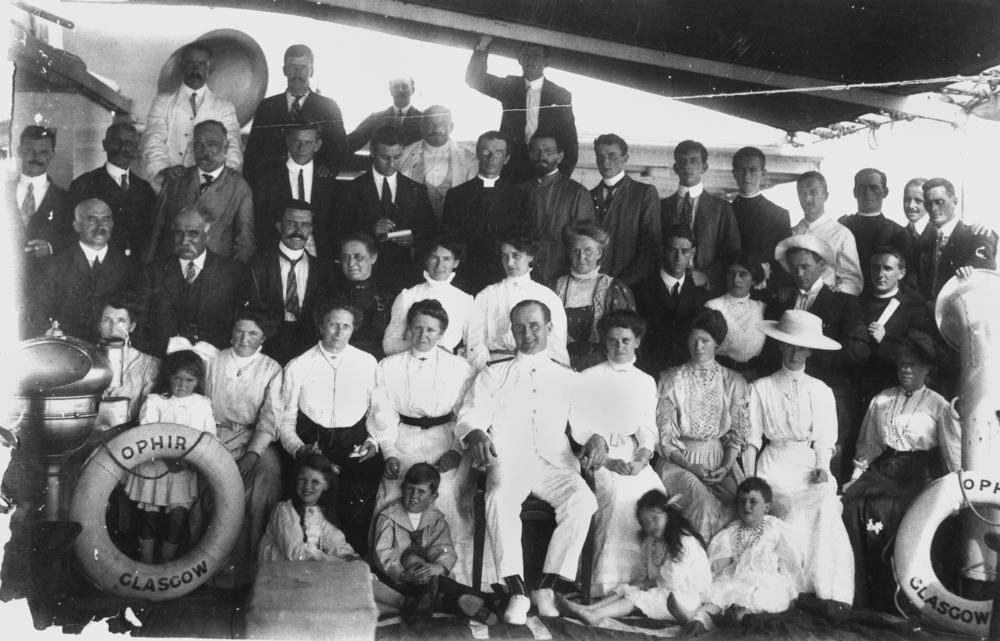
Passagiere und Besatzung an Bord der Ophir.

Im Oktober 1891 wurde die Ophir fertiggestellt und bot Platz für 220 Passagiere in der 1. Klasse und weitere 150 Passagiere in der 2. Klasse. Etwas größer war die vom Norddeutschen Lloyd (NDL) seit 1889 eingesetzte Kaiser Wilhelm II., die aber weniger Kabinenplätze anbot, langsamer und ein Einschraubenschiff war. Am 6. November trat die Ophir ihre Jungfernfahrt von London über Sues und Colombo nach Melbourne und Sydney an.
Als größtes britisches Schiff auf der Linie nach Australien wurde sie schon im folgenden Jahr von der Himalaya, 6.898 BRT, der Peninsular and Oriental Steam Navigation Company übertroffen, der 1896 die noch größere China, 7.912 BRT, dieser Reederei folgte. Gleichzeitig setzte der NDL die noch größeren Schiffe der Barbarossa-Klasse mit über 10.000 BRT nach Australien ein, die über 400 Kabinenplätze anboten.
1906 diente das Schiff als Unterkunft für die englischen Teilnehmer des Ärztekongresses in Lissabon.

### Einsatz als königliche Yacht
Besonders bekannt wurde die Ophir durch ihren Einsatz als königliche Yacht für eine Weltreise des Herzogs und der Herzogin von York (später König Georg V. und Königin Mary) im Jahr 1901, für den sie umgebaut und besonders ausgestattet wurde. Im März 1901 verließ die Ophir Portsmouth für die fast achtmonatige Reise, bei der insgesamt 17 Ziele besucht wurden und die sie nach Australien, Neuseeland, Südafrika und Kanada führte. Das Schiff wurde von Kriegsschiffen der Royal Navy begleitet, darunter die Niobe und ihr Schwesterschiff Diadem, sowie die Juno und die St. George. Im Rahmen dieser Tour besuchte die Ophir auch Neuseeland und war damit das erste Schiff der Reederei, das in diesem Land anlegte.

### Liniendienst und Kriegseinsatz
Ab 1902 bis 1913 wurde die Ophir wieder im Liniendienst eingesetzt. Sie startete zu ihrer letzten Fahrt als Postdampfer am 20. Juni 1913 auf der Australienroute. 1915 wurde sie von der Admiralität zum Kriegseinsatz angefordert und im Ersten Weltkrieg als Hilfskreuzer (Armed Merchant Cruiser) verwendet. Das Schiff wurde mit acht 152-mm-Geschützen bewaffnet und diente anfangs im Bereich der Azoren, ab Januar 1916 bis März 1917 vor West Afrika beim 9. Kreuzergeschwader, dem zum Ende des Jahres 1916 auch das Linienschiff Swiftsure, die Panzerkreuzer Donegal, Sutlej und King Alfred sowie der Hilfskreuzer Avenger, ex RMS Aotearoa (14766 ts, 8 × 152-mm-Geschütze), angehörten und das vergeblich nach dem deutschen Hilfskreuzer Möve im Mittelatlantik suchte. Im April 1918 soll die Ophir noch in China eingesetzt worden sein. 1918 kaufte die Admiralität den Dampfer und nutzte ihn fortan als Hospitalschiff.

## Endschicksal
Im Juli 1919 wurde das veraltete Schiff auf dem Clyde aufgelegt, im August 1921 zum Abbruch verkauft und 1922 schließlich in Troon (Schottland) verschrottet.